# 月球環形山列表 (R-S)
这是月球环形山列表的一部份，此表列举出英文名称以字母R及S开头的环形山。
| A B C D E F G H I J K L M N O P Q R S T U V W X Y Z |

## R
|                 |                  |            | |  |  |  |
| Rabbi Levi      | 拉比列维         | 82.44公里  | 列维·本·格尔肖姆（Levi ben Gershom，1288－1344），哲学家、犹太法典编纂、数学家和天文学家及占星家。出生在法国朗格多克的巴尼奥勒镇。根据亚伯拉罕·萨库托和其他人的说法，他是吉尔森·本·所罗门·加泰罗尼亚的儿子。 |  |  |  |
| Racah           | 拉卡             | 71.91公里  | 朱利奥·拉卡（Giulio Racah，1909－1965），意大利裔以色列籍物理学家和数学家，耶路撒冷希伯来大学理论物理教授、校长、代理主席。专攻量子学和原子光谱学研究。第一次中东战争期间，曾任防守斯科普斯山的以色列部队副司令员。 |  |  |  |
| Raimond         | 雷蒙             | 68.37公里  | 小让·雅克·雷蒙博士（Jean Jacques Raimond， Jr.，1903－1961），荷兰天文学家。海牙蔡司天文馆馆长，荷兰气象和天文协会会长，对天文知识传播产生了较大影响。 |  |  |  |
| Raman           | 拉曼             | 10.17公里  | 钱德拉塞卡拉·拉曼（Chandrasekhara Venkata Raman，1888－1970），印度物理学家，发现了光的拉曼效应现象。因光散射方面的开创性工作而获1930年诺贝尔物理学奖，1954年，被印度政府授予第一级公民荣誉奖—印度国宝勋章。 |  |  |  |
| Ramon           | 拉蒙             | 17.23公里  | 伊兰·拉蒙（Ilan Ramon，1954－2003），以色列国防军战斗机飞行员和以色列首位航天员。曾参加过1981年以色列轰炸伊拉克核反应堆的巴比伦行动。2003年死于哥伦比亚号航天飞机事故。 |  |  |  |
| Ramsay          | 拉姆齐           | 61.28公里  | 威廉·拉姆齐（William Ramsay，1852－1916），英国化学家，因发现惰性气体元素，并确定在元素周期表中的位置而获1904年诺贝尔化学奖。 |  |  |  |
| Ramsden         | 拉姆斯登         | 25.11公里  | 杰西·拉姆斯登（Jesse Ramsden，1735－1800），英国数学家，天文及科学仪器制造商。1786年入选英国皇家学会，并在1898年（可能）进入爱丁堡皇家学会，1795年被英国皇家学会授予科普利奖章。 |  |  |  |
| Rankine         | 兰金             | 10.48公里  | 威廉·约翰·麦夸恩·兰金（William John Macquorn Rankine，1820－1872），苏格兰土木工程师，物理学家和数学家。他与开尔文一起是热力学第一定律的提出者之一。 |  |  |  |
| Raspletin       | 拉斯普列京       | 45.52公里  | 亚历山大·安德烈耶维奇·拉斯普列京（Aleksandr Andreyevich Raspletin，1908－1967），苏联科学家、无线电工程和电子领域设计师，1964年苏联科学院院士，是无线电系统管理新科技的主要创始人之一。 |  |  |  |
| Ravi            | 拉维             | 1.62公里   | （印度男性名） |  |  |  |
| Rayet           | 拉叶             | 27.76公里  | 乔治·拉叶（Georges Rayet，1839－1906），法国天文学家，任职于巴黎天文台，主要研究气象学和天文学，是当时光谱学专家。沃尔夫－拉叶星的发现之一。 |  |  |  |
| Rayleigh        | 瑞利             | 113.77公里 | 约翰·斯特拉特，第三代瑞利男爵（John William Strutt， 3rd Baron Rayleigh，1842－1919），英国物理学家。与威廉·拉姆齐合作发现了氩元素，并由此获得1904年诺贝尔物理学奖。他还发现了瑞利散射现象，预测了面波的存在。 |  |  |  |
| Razumov         | 拉祖莫夫         | 75.08公里  | 弗拉基米尔·瓦西里耶维奇·拉祖莫夫（Vladimir Vasilʹevich Razumov，1890－1967），苏联火箭技术领域科学家，列宁格勒反推力研究团体的组织者之一及首任主席。 |  |  |  |
| Réaumur         | 列奥米尔         | 51.25公里  | 勒内-安托万·费尔绍·德·列奥米尔（René Antoine Ferchault de Réaumur，1683－1757），法国科学家，在众多不同领域都取得成就，尤其是昆虫的研究。1731年提出了列氏温标。 |  |  |  |
| Recht           | 雷希特           | 19.96公里  | 阿尔伯特·威廉·雷希特（Albert William Recht，1892－1962），美国数学家和天文学家。先后在丹佛大学钱伯林天文台和芝加哥大学叶凯士天文台工作过，后来主要致力于天文知识普及工作。 |  |  |  |
| Regiomontanus   | 雷吉奥蒙塔努斯   | 126.64公里 | 约翰内斯·米勒（Johannes Müller，1436－1476），拉丁文名雷吉奥蒙塔努斯（Regiomontanus），德国天文学家，是第一个纠正天文观测中光线通过大气的折射差，也是第一个在天文学上使用机制钟的人。 |  |  |  |
| Regnault        | 勒尼奥           | 51.31公里  | 亨利·维克托·勒尼奥（Henri Victor Regnault，1810－1878），法国化学家、物理学家，因精确测量气体热力性质而闻名，是早期热力学家之一。 |  |  |  |
| Reichenbach     | 赖兴巴赫         | 64.85公里  | 格奥尔格·冯·赖兴巴赫（Georg von Reichenbach，1772－1826），德国科学仪器制造商。 |  |  |  |
| Reimarus        | 赖马鲁斯         | 47.62公里  | 尼古劳斯·赖默斯（Nicolaus Reimers，约1551年-1600年），德国鲁道夫二世的皇家数学家。1588年声称发现了太阳系运行模型即：行星围绕太阳转，而地球只环绕自身转。但这一说法被第谷·布拉厄斥为剽窃，两者就此产生争执，后来他表示这一理论是保罗·维蒂希（Paul Wittich）和约斯特·比尔吉（Jost Bürgi）所发现。                                                                                                  |  |  |  |
| Reiner          | 雷涅尔           | 29.85公里  | 温琴蒂奥·雷涅里（Vincentio Reinieri，1606-1647），意大利数学家和天文学家，伽利略的朋友和弟子。伽利略在临终前决定将所有的天文观察和计算都交给雷涅里，由他完成最终的修改。 |  |  |  |
| Reinhold        | 赖因霍尔德       | 43.28公里  | 埃拉斯穆斯·赖因霍尔德（Erasmus Reinhold，1511－1553），德国天文学家和数学家。 |  |  |  |
| Repsold         | 雷普索尔德       | 108.65公里 | 约翰·格奥尔格·雷普索尔德（Johann Georg Repsold，1770－1830），德国哲学家。 |  |  |  |
| Resnik          | 蕾斯尼克         | 22.16公里  | 朱迪斯·蕾斯尼克（Judith Arlene Resnik，1949－1986），美国国家航空航天局宇航员，1986年1月28日因挑战者号航天飞机坠毁而遇难。 |  |  |  |
| Respighi        | 雷斯庇基         | 17.88公里  | 洛伦佐·雷斯庇基（Lorenzo Respighi，1824－1890），意大利数学家和自然哲学家，曾先后担任过博洛尼亚天文观测站和罗马卡比托利欧山天文台台长，发现了三颗彗星。 |  |  |  |
| Rhaeticus       | 雷蒂库斯         | 44.43公里  | 格奥尔格·约阿希姆·雷蒂库斯（Georg Joachim Rheticus，1514－1576），德国天文学家。 |  |  |  |
| Rheita          | 赖塔             | 70.81公里  | 安东·玛丽亚·施罗伊斯·德·赖塔（Anton Maria Schyrleus of Rheita，约1597年-1660年），天文、光学家。发明了数种立式反像目镜，开普勒所用望远镜的制造者，他制作的双筒望远镜是现代望远镜的鼻祖。 |  |  |  |
| Riccioli        | 里乔利           | 155.66公里 | 乔瓦尼·巴蒂斯塔·里乔利（Giovanni Battista Riccioli，1598－1671），意大利天文学家和耶稣会天主教神父，他最著名的是：钟摆与落体实验、有关126个地球运行参数的讨论和定义了现行月球特征的命名方案。 |  |  |  |
| Riccius         | 利玛窦           | 71.79公里  | 奥古斯丁·里奇（Augustine Riccius，生活于1513年），天文学家。 |  |  |  |
| Riccius         | 利玛窦           | 71.79公里  | 马泰奥·里奇（Matteo Ricci，1552－1610），中文名利玛窦，天主教耶稣会意大利籍神父、传教士、学者。1583年来到中国，除传播天主教教义外，还传播西方天文、数学、地理等科学技术知识，其著述对中西交流作出了重要贡献。 |  |  |  |
| Ricco           | 里科             | 65.83公里  | 安尼巴莱·里科（Annibale Ricco，1844－1911），意大利天文学家。 |  |  |  |
| Richards        | 理查兹           | 16.8公里   | 西奥多·威廉·理查兹（Theodore William Richards，1868－1928），美国第一位获得诺贝尔化学奖的化学家，曾准确测定了许多化学元素的原子量。 |  |  |  |
| Richardson      | 理查森           | 162.56公里 | 欧文·理查森（Owen Willans Richardson，1879－1959），英国物理学家，在热离子学发射领域做出重大贡献，特别是发现了瑞查森定律，并由此荣获1928年诺贝尔物理学奖，另在光電效應、回转磁效应、化学反应的电子发射、軟 x-射線、氫元素發射光譜等物理领域贡献良多，1939年，英国皇家授与他爵士头衔。 |  |  |  |
| Riedel          | 里德尔           | 49.14公里  | 克劳斯·里德尔（Klaus Riedel，1907－1944）德国火箭先驱。参与许多早期液体燃料火箭实验，佩内明德V-2导弹计划开发者之一。 |  |  |  |
| Riedel          | 里德尔           | 49.14公里  | 沃尔特·里德尔（Walter Riedel，1902－1968），德国工程师，佩内明德陆军研究中心设计室主任及A4（V-2）弹道火箭首席设计师。 |  |  |  |
| Riemann         | 黎曼             | 117.85公里 | 伯恩哈德·黎曼（Bernhard Riemann，1826－1866），德国数学家，黎曼几何学创始人，复变函数论创始人之一。 |  |  |  |
| Ritchey         | 里奇             | 24.07公里  | 乔治·威利斯·里奇（George Willis Ritchey，1864－1945），美国眼镜和望远镜制造商、天文学家。与亨利·克莱琴一道发明了里奇-克莱琴望远镜，他最后制作的反射望远镜仍运行在亚利桑那州美国海军天文台弗拉格斯塔夫站。 |  |  |  |
| Rittenhouse     | 里滕豪斯         | 27.5公里   | 戴维·里滕豪斯（David Rittenhouse，1732－1796），是18世纪美国的天文学家、发明家、测量学家及数学家。里滕豪斯曾任美国哲学会的第二任主席，并以制作美国第一架望远镜，以及发现金星的大气而著名。 |  |  |  |
| Ritter          | 李特尔           | 29.52公里  | 卡尔·李特尔（Karl Ritter，1779－1859），德国地理学家，人文地理学之父。柏林洪堡大学首任地理学教授，发表了著名的《地学通论》，又名《地球科学与自然和人类历史》。 |  |  |  |
| Ritter          | 李特尔           | 29.52公里  | 格奥尔格·奥古斯特·迪特里希·李特尔（Georg August Dietrich Ritter，1826－1908），德国土木工程师，计算拱桥和拱顶结构的“李特尔公式”创建者。 |  |  |  |
| Ritz            | 里茨             | 53.77公里  | 沃尔特·里茨（Walter Ritz，1878－1909），瑞士理论物理学家，最著名的是以他的名字命名的变分法-里茨法。 |  |  |  |
| Robert          | 罗伯特           | 0.56公里   | （英语男性名） |  |  |  |
| Roberts         | 罗伯茨           | 89.37公里  | 亚历山大·威廉·罗伯茨（Alexander William Roberts，1857－1938），苏格兰出生的南非教师和业余天文学家。第一次测量了半人马座α和半人马座β星的视差和自行度。坚持三十多年不懈地观察恒星，成为一名多产的变星观察者，尤其是对双星系恒星，开创了对密近双星系统的研究。先后发表过100多篇相关主题论文，从1891年到1920年间曾对98颗变量进行超过25万次的观察。1925年曾作为南非代表出席国际天文联合会一般性会议。 |  |  |  |
| Roberts         | 罗伯茨           | 89.37公里  | 艾萨克·罗伯茨爵士（Sir Isaac Roberts，1829－1904），威尔士工程师、商人。作为业余天文爱好者开拓了星云摄影领域，1895年获得了英国皇家天文学会金奖。 |  |  |  |
| Robertson       | 罗伯逊           | 89.85公里  | 霍华德·P·罗伯逊（Howard P. Robertson，1903－1961），美国数学家和物理学家，加州技术研究所和普林斯顿大学教授，众所周知的是他对有关物理宇宙学和不确定性原理的贡献。 |  |  |  |
| Robinson        | 罗宾逊           | 24.09公里  | 约翰·托马斯·罗姆尼·罗宾逊（John Thomas Romney Robinson，1792－1882），19世纪天文学家和物理学家，出生于都柏林，长期担任阿尔马天文台台长。是1851年-1856年英国皇家爱尔兰科学院院长，英国科学协会的长期组织者。 |  |  |  |
| Rocca           | 罗卡             | 84.06公里  | 乔瓦尼·安东尼奥·罗卡（Giovanni Antonio Rocca，1607－1656），十七世纪意大利数学家。 |  |  |  |
| Rocco           | 罗科             | 4.35公里   | （意大利男性名） |  |  |  |
| Roche           | 洛希             | 152.67公里 | 爱德华·阿尔贝·洛希（Édouard Albert Roche，1820－1883），法国天文学家和数学家，最出名的是他在天体力学方面的工作，希尔球、洛希极限和洛希瓣等概念就是以他的名字命名，他也是一个气象学方面的作家。 |  |  |  |
| Romeo           | 罗密欧           | 7.15公里   | （意大利男性名） |  |  |  |
| Römer           | 罗默             | 43.7公里   | 奥勒·罗默（Ole Rømer，1644－1710），丹麦天文学家，最大成就是发现了光速。1675年在法国巴黎天文台通过观测木星与卫星间相互掩食与理论值相比之差，算出光穿过地球所需要的时间。 |  |  |  |
| Röntgen         | 伦琴             | 128.42公里 | 威廉·伦琴（Wilhelm Röntgen，1845－1923），德国物理学家。1895年11月8日，时为德国维尔茨堡大学校长的他在进行阴极射线实验时，观察到射线管附近涂有氰亚铂酸钡的屏上闪发微光，就此发现“伦琴射线”-“X射线”，1901年，首届诺贝尔奖颁发，伦琴获得诺贝尔物理学奖。 |  |  |  |
| Rosa            | 罗莎             | 0.82公里   | （西班牙女性名） |  |  |  |
| Rosenberger     | 罗森贝格尔       | 91.65公里  | 奥托·奥古斯特·罗森贝格尔（Otto August Rosenberger，1800－1890），来自库尔兰图库姆斯的波罗的海德意志天文学家。因对彗星的研究，在1837年获得英国皇家天文学会金奖。他在普鲁士萨克森州哈勒市去世。 |  |  |  |
| Ross            | 罗斯             | 24.49公里  | 詹姆斯·克拉克·罗斯（James Clark Ross，1800－1862），英国探险家。1812年参加海军。1831年在布西亚半岛发现北磁极。1839年-1843年期间前往南极探险，1841年在南极发现了罗斯海以及维多利亚地。 |  |  |  |
| Ross            | 罗斯             | 24.49公里  | 法兰克·埃尔莫尔·罗斯（Frank Elmore Ross，1874－1966），美国天文学家和物理学家，1905年计算出土星卫星土卫九的可靠轨道，同时也计算出了木星卫星木卫六和木卫七的轨道。在伊士曼柯达公司任职期间开发出可用于天文摄影照相底板的乳剂和广角镜头；在叶凯士天文台期间先后发现了379颗新变星和超过1000颗高自行恒星。                                                                                           |  |  |  |
| Rosse           | 罗斯             | 11.43公里  | 第三代羅斯伯爵威廉·帕森思（William Parsons, 3rd Earl of Rosse，1800－1867），爱尔兰天文学家，在天文学研究领域具有开拓性贡献，特别是对螺旋星云的发现和观测。帕森思发现的第一个螺旋星云是M51，他绘制的M51的形状和现代天文望远镜拍摄的图像非常相近。 |  |  |  |
| Rosseland       | 罗瑟兰           | 67.66公里  | 斯韋恩·羅瑟蘭（Svein Rosseland，1894－1985），挪威天体物理学家，是理论天体物理学的先驱。1957年获挪威圣奥拉夫勋章司令勋位、光学上的罗斯兰平均不透明度就以其姓氏命名。 |  |  |  |
| Rost            | 罗斯特           | 46.85公里  | 约翰·莱昂哈德·罗斯特（Johann Leonhard Rost，1688－1727），生于纽伦堡的德国天文学家和作者。 |  |  |  |
| Rothmann        | 罗斯曼           | 41.67公里  | 克里斯托夫·罗特曼（Christopher Rothmann，未知-1600），德国数学家和同时代为数不多的著名天文学家。尼古拉·哥白尼日心说的坚定追随者，1585年-1587年计算并编制完成了卡塞尔星表，他最大的研究贡献，是让卡塞尔市成为16世纪欧洲的天文学中心。 |  |  |  |
| Rowland         | 罗兰             | 166.12公里 | 亨利·奥古斯塔斯·罗兰（Henry Augustus Rowland，1848－1901），美国物理学家。1899年-1901年任首任美国物理学会主席。今天他主要是以制作高质量衍射光栅和对太阳光谱的研究而知名。 |  |  |  |
| Rozhdestvenskiy | 罗日杰斯特文斯基 | 181.15公里 | 德米特里·谢尔盖耶维奇·罗日杰斯特文斯基（Dmitry Syergeyevich Rozhdestvensky，1876－1940）， 俄罗斯/苏联物理学家，国家光学研究所创始人和首任所长，苏联光学产业组织者之一，苏联科学院院士。 |  |  |  |
| Rumford         | 拉姆福德         | 60.83公里  | 拉姆福德伯爵本杰明·汤普森（Benjamin Thompson, Count Rumford，1753－1814），英国物理学家，生于英属美洲。对于热本质的研究挑战了当时占主流的热质说，对19世纪热力学的发展有重大意义。他也是位多产的发明家。1791年，获封神圣罗马帝国伯爵。 |  |  |  |
| Runge           | 龙格             | 38.98公里  | 卡尔·龙格（Carle Runge，1856－1927），德国数学家， 物理学家与光谱学家。主要成就有：龙格－库塔法、龙格现象、拉普拉斯-龙格-楞次矢量。 |  |  |  |
| Russell         | 罗素             | 103.37公里 | 亨利·诺利斯·罗素（Henry Norris Russell，1877－1957），美国天文学家。1913年发表了关于恒星的亮度、颜色和光谱之间的统计关系，后来把恒星光谱光度图称为赫罗图。他35岁始担任美国普林斯顿大学天文台台长。1934年－1937年担任美国天文学会会长，美国天文学会的天文终身成就奖以他的名字命名。 |  |  |  |
| Russell         | 罗素             | 103.37公里 | 约翰·罗素（John Russell，1745－1806），英国著名的油画和粉彩肖像画家，绘画技法教师和作家。 |  |  |  |
| Ruth            | 鲁思             | 3.08公里   | （希伯来女性名） |  |  |  |
| Rutherford      | 卢瑟福           | 15.98公里  | 欧内斯特·卢瑟福（Ernest Rutherford，1871－1937），新西兰人，国际著名物理学家，原子核物理学之父。首先提出放射性半衰期的概念，证实放射性涉及从一个元素到另一个元素的嬗变，1908年获诺贝尔化学奖。 |  |  |  |
| Rutherfurd      | 拉瑟弗德         | 49.98公里  | 刘易斯·莫里斯·拉瑟弗德（Lewis Morris Rutherfurd，1816－1892），美国律师和天文学家和天文摄影开拓。 |  |  |  |
| Rydberg         | 里德伯           | 48.03公里  | 约翰内斯·里德伯（Johannes Rydberg，1854－1919），瑞典物理学家，发现了光谱学中的里德伯公式。1901年被瑞典隆德大学任命为终身教授，并任物理系系主任，1919年当选为英国皇家学会外国会员。 |  |  |  |
| Ryder           | 赖德             | 15.55公里  | 格雷厄姆·赖德（Graham Ryder，1949－2002），英国地质学家和月球科学家。 |  |  |  |
| Rynin           | 雷宁             | 77.88公里  | 尼古拉·阿列克谢耶维奇·雷宁（Nikolai Alexsevitch Rynin，1877－1942），俄罗斯土木工程师、教师、航空航天研究员，作家、历史学家和太空旅行的推动者。 |  |  |  |

## S
|                  |                     |            | |  |  |  |
| Sabatier         | 萨巴捷              | 9.6公里    | 保罗·萨巴捷（Paul Sabatier，1854－1941），法国化学家，因发明了在细金属粉存在下的有机化合物的加氢法，1912年被授予诺贝尔化学奖。 |  |  |  |
| Sabine           | 赛宾                | 29.75公里  | 爱德华·赛宾爵士（Edward Sabine，1788－1883），爱尔兰天文学家、地球物理学家、鸟类学家、探险家、军人、英国皇家学会第30任会长。曾参加1818年北极科考、进行过地磁、格陵兰海鸟、海洋温度、墨西哥湾暖流、海拨气压、经度线、冰川移动、夏威夷火山、各地区气象等诸方面的研究，1821年获科普利奖章。                                                  |  |  |  |
| Sacrobosco       | 萨克罗博斯科        | 97.67公里  | 约翰尼斯·德·萨克罗博斯科（Johannes de Sacrobosco，大约 1200-1256）又作扬尼斯·德·萨克罗博斯科（Ioannis de Sacro Bosco），学者、僧侣和天文学家（巴黎大学老师）。曾写过一篇简短的印度-阿拉伯数字介绍和一本简短的天文课本，几世纪来传播和影响深远；在公历出现前，写下了一部最长最早，横跨三个世纪的历书，纠正了当时流行的儒略历中的一些错误。 |  |  |  |
| Saenger          | 森格尔              | 74.57公里  | 欧根·森格尔（Eugen Saenger，1905－1964），奥地利航空航天工程师，最著名的是对升力体和冲压发动机技术的贡献。 |  |  |  |
| Šafařík          | 沙法日克            | 31.42公里  | 沃伊捷赫·沙法日克（Vojtěch Šafařík，1829－1902），捷克化学家，专门从事无机化学研究。曾对变星进行过2万多次观察。 |  |  |  |
| Saha             | 萨哈                | 103.34公里 | 梅格纳德·萨哈（Megh Nad Saha，1893－1956），印度天文物理学家，提出描述恒星物理与化学状态的萨哈电离方程。 |  |  |  |
| Samir            | 萨米尔              | 1.86公里   | （阿拉伯男性名） |  |  |  |
| Sampson          | 桑普森              | 1.83公里   | 拉尔夫·艾伦·桑普森（Ralph Allen Sampson，1866－1939），爱尔兰英国天文学家。 |  |  |  |
| Sanford          | 桑福德              | 55.09公里  | 罗斯科·弗兰克·桑福德（Roscoe Frank Sanford，1883－1958），美国天文学家。 |  |  |  |
| Santbech         | 桑特贝赫            | 62.24公里  | 达尼埃尔·桑特贝赫（Daniel Santbech，未知-1561），荷兰数学家和天文学家。 |  |  |  |
| Santos-Dumont    | 桑托斯-杜蒙特       | 8.8公里    | 阿尔贝托·桑托斯·杜蒙特（Alberto Santos-Dumont，1873－1932），巴西航空先驱，1906年10月23日实现了世界上第一次成功的动力飞行。 |  |  |  |
| Sarabhai         | 萨拉巴伊            | 7.38公里   | 维克拉姆·安巴拉尔·萨拉巴伊（Vikram Ambalal Sarabhai，1919－1971），印度物理学家，被认为是印度太空计划之父。 |  |  |  |
| Sarton           | 萨尔顿              | 71.33公里  | 乔治·萨顿（George Sarton，1884－1956），比利时科学史家，其巨著《科学史导论》总结了15世纪以前各门科学的发展历程，被认为是科学史学科的奠基人。 |  |  |  |
| Sasserides       | 萨瑟里德斯          | 81.74公里  | 加利奥·萨瑟里德（Gellio Sasceride）（1562－1612），丹麦天文学家和医生，曾是第谷·布拉赫的助手。 |  |  |  |
| Saunder          | 桑德                | 44.38公里  | 塞缪尔·阿瑟·桑德（Samuel Arthur Saunder，1852－1912），任教于伯克郡威灵顿学院的英国数学家和月面学家。 |  |  |  |
| Saussure         | 索叙尔              | 54.56公里  | 奥拉斯-贝内迪克特·德索叙尔（Horace-Bénédict de Saussure，1740－1799），瑞士博物学家、地质学家，日内瓦贵族，一般被认为是现代登山运动的创始人。 |  |  |  |
| Scaliger         | 斯卡利杰            | 86.4公里   | 约瑟夫·尤斯图斯·斯卡利杰（Joseph Justus Scaliger，1540－1609），法国宗教领袖、学者。以扩展了从希腊和古罗马到包括波斯、巴比伦、犹太人历史和古埃及史等古典历史概念而知名，最后在荷兰度过了余生。 |  |  |  |
| Schaeberle       | 舍贝勒              | 56.74公里  | 约翰·马丁·舍贝勒（John Martin Schaeberle，1853－1924），德裔美籍天文学家。 |  |  |  |
| Scheele          | 舍勒                | 4.69公里   | 卡尔·威廉·舍勒（Carl Wilhelm Scheele，1742－1786），瑞典裔波美拉尼亚药剂师、化学家，致力于纯粹科学研究，以高超的实验技术发现了氧气和氯气，从自然物中提取了多种有机酸，在矿石的研究中发现了钼、钡、钨等金属元素。 |  |  |  |
| Scheiner         | 沙伊纳              | 110.07公里 | 克里斯托弗·沙伊纳（Christopher Scheiner，1575－1650），因戈尔施塔特耶稣会牧师、物理学家和天文学家。 |  |  |  |
| Schiaparelli     | 斯基亚帕雷利        | 24.2公里   | 乔瓦尼·斯基亚帕雷利（Giovanni Schiaparelli，1835－1910），意大利天文学家及科学史家。 |  |  |  |
| Schickard        | 席卡德              | 212.18公里 | 威廉·席卡德（Wilhelm Schickard，1592－1635），德国希伯来语和天文学教授。 |  |  |  |
| Schiller         | 席勒                | 179.36公里 | 尤利乌斯·席勒（Julius Schiller，活跃于1627年），神圣罗马帝国奥格斯堡的律师，曾出版了“基督教星图”。 |  |  |  |
| Schjellerup      | 谢尔勒鲁普          | 62.82公里  | 汉斯·谢尔勒鲁普（Hans Schjellerup，1827－1887），丹麦天文学家。 |  |  |  |
| Schlesinger      | 施莱辛格            | 97.28公里  | 弗兰克·施莱辛格（Frank Schlesinger，1871－1943），美国天文学家。主要工作集中在对照相底片的使用，而不是直接的天文观察研究。 |  |  |  |
| Schliemann       | 谢里曼              | 77.4公里   | 海因里希·谢里曼（Heinrich Schliemann，1822－1890），德国商人和考古业余爱好者。1868年在希腊和小亚细亚发掘了特洛伊、迈锡尼遗迹。 |  |  |  |
| Schlüter         | 施吕特              | 87.55公里  | 海因里希·施吕特（Heinrich Schlüter，1815－1844），德国天文学家。 |  |  |  |
| Schmidt          | 施密特              | 11.13公里  | 约翰·弗里德里希·尤利乌斯·施密特（Johann Friedrich Julius Schmidt，1825－1884），德国天文学家和地球物理学家。 |  |  |  |
| Schmidt          | 施密特              | 11.13公里  | 伯恩哈德·施密特（Bernhard Schmidt，1879－1935），德国裔爱沙尼亚光学设计家，1930年发明了可以修正球面像差、彗形像差和散光像差的施密特摄星仪。 |  |  |  |
| Schmidt          | 施密特              | 11.13公里  | 奥托·尤利耶维奇·施密特（Otto Yulyevich Schmidt，1891－1956），苏联科学家、数学家、天文学家、地球物理学家、政治家、院士，苏联英雄和共产党员。 |  |  |  |
| Schneller        | 施内勒尔            | 56.87公里  | 黑里贝特·施内勒尔（Herbert Schneller，1901－1967），德国耶稣会修士暨数学家 |  |  |  |
| Schomberger      | 舍恩贝格尔          | 85.8公里   | 格奥尔格·舍恩贝格尔（Georg Schomberger，1596－1645），出生于因斯布鲁克的德国耶稣会修士暨数学家。 |  |  |  |
| Schönfeld        | 舍恩菲尔德          | 24.57公里  | 爱德华·舍恩菲尔德（Eduard Schönfeld，1828－1891），德国天文学家，德国天文学会委员，1878年当选为英国皇家天文学会外籍院士。 |  |  |  |
| Schorr           | 朔尔                | 52.09公里  | 里夏德·朔尔（Richard Schorr，1867－1951），德国天文学家。 |  |  |  |
| Schrödinger      | 薛定谔              | 316.39公里 | 埃尔温·薛定谔（Erwin Schrödinger，1887－1961），奥地利理论物理学家，量子力学的奠基人之一。 |  |  |  |
| Schröter         | 施勒特尔            | 36.67公里  | 约翰·希罗尼穆斯·施勒特尔（Johann Hieronymus Schröter]，1745－1816），德国天文学家。 |  |  |  |
| Schubert         | 舒伯特              | 51.94公里  | 特奥多尔·冯·舒伯特（Theodor von Schubert，1789－1865），德国天文学家和地理学家。 |  |  |  |
| Schumacher       | 舒马赫              | 61.31公里  | 海因里希·克里斯蒂安·舒马赫（Heinrich Christian Schumacher，1780－1850），德裔丹麦籍天文学家。 |  |  |  |
| Schuster         | 舒斯特              | 100.08公里 | 弗朗茨·亚瑟·弗里德里希·舒斯特爵士（Sir Franz Arthur Friedrich Schuster，1851－1934），德裔英籍物理学家，以光谱、电化学、光学、X射线和谐波的物理分析应用而著称。 |  |  |  |
| Schwabe          | 史瓦贝              | 25.47公里  | 海因利希·史瓦贝（Heinrich Schwabe，1789－1875），研究太阳黑子的德国天文学家。 |  |  |  |
| Schwarzschild    | 史瓦西              | 211.42公里 | 卡尔·史瓦西（Karl Schwarzschild，1873－1916），德国物理学家、天文学家，天文学家马丁·史瓦西的父亲。 |  |  |  |
| Scobee           | 斯科比              | 41.53公里  | 迪克·斯科比（Dick Scobee，1939－1986），美国宇航员，1986年因挑战者号航天飞机推进器爆炸而丧身。 |  |  |  |
| Scoresby         | 斯科斯比            | 54.93公里  | 威廉·斯科斯比（William Scoresby，1789－1857），英国北极探险家，科学家和牧师。 |  |  |  |
| Scott            | 斯科特              | 107.82公里 | 罗伯特·法尔肯·斯科特（Robert Falcon Scott，1868－1912），英国海军军官和极地探险家，1912年1月17日到达南极，但比阿蒙森晚了35天。 |  |  |  |
| Seares           | 西尔斯              | 99.5公里   | 弗雷德里克·汉利·西尔斯（Frederick Hanley Seares，1873－1964），美国的天文学家，1940年获得布鲁斯奖。 |  |  |  |
| Secchi           | 塞基                | 22.13公里  | 安傑洛·塞基（Angelo Secchi，1818－1878），意大利天文学家，恒星分类与天体光谱学的先驱，发现了太阳的针状体和西奇彗星。 |  |  |  |
| Sechenov         | 谢切诺夫            | 63.8公里   | 伊万·米哈伊洛维奇·谢切诺夫（Ivan Mikhailovich Sechenov，1829－1905），俄国生理学家，巴甫洛夫称之为“俄罗斯生理学之父”。 |  |  |  |
| Seeliger         | 泽利格              | 8.28公里   | 胡戈·冯·泽利格（Hugo von Seeliger，1849－1924），德国天文学家。 |  |  |  |
| Segers           | 塞赫尔斯            | 17.28公里  | 卡洛斯·塞赫尔斯（Carlos Segers，1900－1967），阿根廷天文学家。 |  |  |  |
| Segner           | 泽格纳              | 67.84公里  | 约翰·安德烈亚斯·冯·泽格纳（Johann Andreas von Segner，1704－1777），匈牙利科学家。 |  |  |  |
| Seidel           | 赛德尔              | 55.39公里  | 菲利普·路德维希·冯·赛德尔（Philipp Ludwig von Seidel，1821－1896），德国数学家。 |  |  |  |
| Seleucus         | 塞琉古              | 45.01公里  | 塞琉西亚的塞琉古（Seleucus of Seleucia，生活于大约公元前150年），巴比伦天文学家，希腊化时期最有名的日心论提倡者之一，并提出一套有关潮汐的理论。 |  |  |  |
| Seneca           | 塞内卡              | 47.57公里  | 卢修斯·阿奈乌斯·塞內卡（Seneca the Younger，公元前4年-公元65年），古罗马时代著名斯多亚学派哲学家、政治家、剧作家，曾任尼禄皇帝的导师及顾问。 |  |  |  |
| Seyfert          | 赛弗特              | 102.63公里 | 卡尔·基南·赛弗特（Carl Keenan Seyfert，1911－1960），美国天文学家，赛弗特六重星系就是以他的名字命名。 |  |  |  |
| Shackleton       | 沙克尔顿            | 20.92公里  | 欧内斯特·亨利·沙克尔顿爵士（Sir Ernest Henry Shackleton，1874－1922），爱尔兰探险家，因1914-1916年率“坚忍号”赴南极探险而闻名于世。 |  |  |  |
| Shahinaz         | 沙希纳兹            | 15.99公里  | （土耳其男性名） |  |  |  |
| Shaler           | 沙勒                | 48.47公里  | 纳撒尼尔·索斯盖特·沙勒（Nathaniel Southgate Shaler，1841－1906），美国古生物学家和地质学家。 |  |  |  |
| Shapley          | 沙普利              | 24.82公里  | 哈罗·沙普利（Harlow Shapley，1885－1972），美国天文学家。 |  |  |  |
| Sharonov         | 沙罗诺夫            | 75.12公里  | 弗谢沃洛德·瓦西里耶维奇·沙罗诺夫（Vsevolod Vasilievich Sharonov，1901－1964），苏联天文学家。 |  |  |  |
| Sharp            | 夏普                | 37.61公里  | 亚伯拉罕·夏普（Abraham Sharp，1651－1742），英国数学家和天文学家。 |  |  |  |
| Shatalov         | 沙塔洛夫            | 24.05公里  | 弗拉基米尔·亚历山德罗维奇·沙塔洛夫（Vladimir Aleksandrovich Shatalov，1927-），前苏联宇航员。 |  |  |  |
| Shayn            | 沙因                | 92.9公里   | 格里戈里·阿布拉莫维奇·沙因（Grigory Abramovich Shajn，1892－1956），苏联/俄罗斯天文学家。 |  |  |  |
| Sheepshanks      | 希普尚克斯          | 23.67公里  | 安妮·希普尚克斯（Anne Sheepshanks，1789－1876），英国天文学家理查德·希普尚克斯的妹妹。1855年8月4日理查德去世后，安妮将他的遗产全部捐献给了英国剑桥天文台而被授予英国皇家天文学会名誉会员，并以她命名了月球上的希普尚克斯陨石坑。 |  |  |  |
| Sherrington      | 谢灵顿              | 18.8公里   | 查尔斯·斯科特·谢灵顿爵士（Sir Charles Scott Sherrington，1856－1952），英国医学家，在生理学和神经系统科学方面有很多贡献。 |  |  |  |
| Shi Shen         | 石申                | 46.52公里  | 石申 （公元前4世纪），魏国人，战国天文学家、占星家 |  |  |  |
| Shirakatsi       | 希拉卡齐            | 48.13公里  | 阿纳尼亚·希拉卡齐（Anania Shirakatsi，约公元620年-公元685年），也被称为"什拉克的阿纳尼斯"，中世纪亚美尼亚哲学家、数学家、天文学家、地理学家和炼金术士，曾编写了“《Ashkharatsuyts》"。 |  |  |  |
| Shoemaker        | 休梅克              | 51.82公里  | 尤金·舒梅克（Eugene Merle Shoemaker，1928－1997），美国地质学家、行星科学家。 |  |  |  |
| Short            | 肖特                | 67.94公里  | 詹姆斯·肖特（James Short，1710－1768），苏格兰数学家和望远镜制造师。 |  |  |  |
| Shternberg       | 施滕贝格            | 74.36公里  | 帕维尔·卡尔洛维奇·施滕贝格（Pavel Karlovich Shternberg，1865－1920），俄罗斯天文学家和革命者。 |  |  |  |
| Shuckburgh       | 沙克伯勒            | 37.73公里  | 乔治·沙克伯勒-伊夫林爵士（Sir George Shuckburgh-Evelyn， 6th Baronet，1751－1804），英国政治家、数学家和天文学家。 |  |  |  |
| Shuleykin        | 舒莱金              | 14.67公里  | 米哈伊尔·瓦西里维奇·舒莱金（Mikhail Vasilʹevich Shuleykin，1884－1939），俄罗斯无线电技师，苏联科学院院士。 |  |  |  |
| Siedentopf       | 西登托普夫          | 62.7公里   | 海因里希·西登托普夫（Heinrich Siedentopf，1906－1963），德国天文学家和物理学家。 |  |  |  |
| Sierpinski       | 谢尔宾斯基          | 66.94公里  | 瓦茨瓦夫·谢尔宾斯基（Wacław Sierpiński，1882－1969），波兰数学家，因集合论、数论、函数的理论和拓扑学的出色贡献而闻名。 |  |  |  |
| Sikorsky         | 西科尔斯基          | 97.67公里  | 伊戈尔·伊万诺维奇·西科尔斯基（Igor Ivanovich Sikorsky）（1889－1972），俄裔美籍航空先驱，著名的飞机和直升机设计师。 |  |  |  |
| Silberschlag     | 西尔伯施拉格        | 12.56公里  | 约翰·西尔伯施拉格（Johann Silberschlag，1721－1791），德国路德会牧师，出生于哈尔伯施塔特公国阿舍斯莱本的自然科学家，1780年曾观察并描述了布罗肯虹光环。 |  |  |  |
| Simpelius        | 辛普路斯            | 68.89公里  | 休·森皮尔（Hugh Sempill，1596－1654），苏格兰耶稣会数学家和语言学家。 |  |  |  |
| Sinas            | 西纳斯              | 11.67公里  | 西蒙·格奥尔格·冯·西纳（Simon Georg Freiherr von Sina）（1810－1876），希腊捐助者和外交官，对奥地利、匈牙利和希腊的各种教育和科学基金做了大量的捐助。 |  |  |  |
| Sirsalis         | 希尔萨斯利          | 44.17公里  | 杰罗拉莫·塞尔萨莱（Gerolamo Sersale，1584－1654）意大利耶稣会天文学家和月面学家。 |  |  |  |
| Sisakyan         | 西萨基扬            | 35.6公里   | 诺赖尔·马尔季罗索维奇·西萨基扬（Norajr Martirosovich Sisakyan，1907－1966）苏联亚美尼亚籍生化学家、学者，太空生物学奠基者。 |  |  |  |
| Sita             | 悉多                | 1.59公里   | （印度女性名） |  |  |  |
| Skłodowska       | 斯克沃多夫斯卡      | 125.55公里 | 玛丽亚·斯克沃多夫斯卡-居里（Maria Skłodowska-Curie）（1867－1934），波兰裔法籍物理学家、化学家，放射性研究先驱，首位获得诺贝尔奖的女性。 |  |  |  |
| Slater           | 斯莱特              | 25.12公里  | 大卫·查尔斯·斯莱特（David Charles Slater，1957－2011），美国物理学家和行星科学家、光学和探测器专家。 |  |  |  |
| Slava            | 斯拉瓦              | 0.1公里    | 俄语名"维亚切斯拉夫"的昵称。 |  |  |  |
| Slipher          | 斯里弗              | 74.65公里  | 厄尔·查尔斯·斯里弗（Earl Charles Slipher，1883－1964），美国天文学家，以研究火星而闻。 |  |  |  |
| Slipher          | 斯里弗              | 74.65公里  | 维斯托·梅尔文·斯里弗（Vesto Melvin Slipher，1875－1969），美国天文学家，罗威尔天文台台长，厄尔·查尔斯·斯里弗之兄。 |  |  |  |
| Slocum           | 斯洛克姆            | 12.15公里  | 弗雷德里克·斯洛克姆（Frederick Slocum，1873－1944），美国天文学家。 |  |  |  |
| Smith            | 史密斯              | 32.87公里  | 迈克尔·约翰·史密斯（Michael John Smith，1945－1986），美国挑战者号航天飞机驾驶员，1986年因飞机失事，与其余六名机组成员一同身亡。 |  |  |  |
| Smithson         | 史密森              | 6.04公里   | 詹姆斯·史密森（James Smithson，1765－1829），英国化学家和矿物学家，史密森尼学会的创立者。 |  |  |  |
| Smoluchowski     | 斯莫卢霍夫斯基      | 84.26公里  | 马里安·斯莫卢霍夫斯基（Marian Smoluchowski，1872－1917），奥匈帝国时期波兰科学家，统计物理学先驱，登山者爱好者。 |  |  |  |
| Snellius         | 斯涅柳斯            | 85.98公里  | 维勒布罗德·斯涅尔（Willebrord Snell）（1591－1626），荷兰天文学家、数学家和物理学家。 |  |  |  |
| Sniadecki        | 斯尼亚德茨基        | 41.13公里  | 扬·希尼亚德茨基（Jan Sniadecki，1756－1830），波兰数学家、哲学家和天文学家。 |  |  |  |
| Soddy            | 索迪                | 40.79公里  | 弗雷德里克·索迪（Frederick Soddy，1877－1956），英国化学家。 |  |  |  |
| Somerville       | 萨默维尔            | 17.08公里  | 玛丽·费尔法克斯·萨默维尔（Mary Fairfax Somerville，1780－1872），苏格兰女科普照作家和博学者，被誉为“19世纪科学女王”。 |  |  |  |
| Sommerfeld       | 索末菲              | 150.89公里 | 阿诺尔德·索末菲（Arnold Sommerfeld，1868－1951），德国物理学家，量子力学与原子物理学的开山始祖之一。 |  |  |  |
| Sömmering        | 索莫林              | 27.97公里  | 萨穆埃尔·托马斯·冯·泽默林（Samuel Thomas von Sömmering，1755－1830），德国医生、解剖学家、人类学家、古生物学家及发明家。 |  |  |  |
| Soraya           | 索拉娅              | 1.9公里    | 索拉娅（波斯女性名） |  |  |  |
| Sosigenes        | 索西琴尼            | 16.99公里  | 亚历山大港的索西琴尼（Sosigenes of Alexandria，约生活于公元前46年.） |  |  |  |
| South            | 索思                | 119.04公里 | 詹姆斯·索思（James South，1785－1867），英国天文学家。 |  |  |  |
| Spallanzani      | 斯帕兰扎尼          | 30.86公里  | 拉扎罗·斯帕兰扎尼（Lazzaro Spallanzani，1729－1799），意大利著名的博物学家、生理学家和实验生理学家，在动物血液循环系统、消化生理和回声定位等方面都有深入的研究。 |  |  |  |
| Spencer Jones    | 斯潘塞·琼斯         | 88.19公里  | 哈罗德·斯潘塞·琼斯爵士（Sir Harold Spencer Jones）（1890－1960），英国天文学家，曾担任英国伦敦格林威治天文台台长；英国皇家天文学会秘书长、会长；国际天文学联合会主席。 |  |  |  |
| Spörer           | 史波勒              | 25.57公里  | 古斯塔夫·施珀雷尔（Gustav Spörer，1822－1895），德国天文学家。研究太阳黑子和太阳黑子周期而出名。 |  |  |  |
| Spurr            | 斯帕                | 13.21公里  | 乔赛亚·爱德华·斯珀尔（Josiah Edward Spurr，1870－1950）美国地质学家、探险家和作者。 |  |  |  |
| St. John         | 圣约翰              | 66.74公里  | 查尔斯·爱德华·圣约翰（Charles Edward St. John，1857－1935），美国天文学家，主要研究太阳及太阳黑子、大气结构及元素组成等。 |  |  |  |
| Stadius          | 斯塔迪乌斯          | 68.48公里  | 约翰尼斯·斯塔迪乌斯（Johannes Stadius，1527－1579）。比利时天文学家、数学家、占星家。 |  |  |  |
| Stark            | 史塔克              | 47.72公里  | 约翰内斯·斯塔克（Johannes Stark，1874－1957），德国物理学家，种族歧视者，1919年获诺贝尔物理学奖。 |  |  |  |
| Stearns          | 斯特恩斯            | 38.94公里  | 卡尔·利奥·斯特恩斯（Carl Leo Stearns，1892－1972），美国天文学家，计算过超过200颗恒星的三角视差，1927年发现了彗星1927 IV（1927d，斯特恩斯彗星）。 |  |  |  |
| Stebbins         | 斯特宾斯            | 129.74公里 | 乔尔·斯特宾斯（Joel Stebbins，1878－1966），美国天文学家，率先在天文学中推出光电测光。 |  |  |  |
| Stefan           | 斯特凡              | 112.18公里 | 约瑟夫·斯特凡（Josef Stefan，1835－1893），奥匈帝国籍斯洛文尼亚物理学家、数学家、诗人。 |  |  |  |
| Stein            | 斯泰因              | 30.72公里  | 约翰·斯泰因（Johan Stein，1871－1951），荷兰天文学家和耶稣会会员。 |  |  |  |
| Steinheil        | 施泰因海尔          | 63.28公里  | 卡尔·奥古斯特·冯·施泰因海尔（Carl August Steinheil，1801－1870），德国物理学家、发明家、工程师和天文学家。 |  |  |  |
| Steklov          | 斯捷克洛夫          | 36.61公里  | 弗拉基米尔·安德烈耶维奇·斯捷克洛夫（Vladimir Andreevich Steklov，1864－1926），前苏联/俄罗斯数学和物理学家、力学家。 |  |  |  |
| Stella           | 史黛拉              | 0.42公里   | （拉丁语女性名） |  |  |  |
| Steno            | 斯坦诺              | 32.29公里  | 尼古拉斯·斯坦诺（Nicolaus Steno，1638－1686），丹麦解剖学家和地质学家，他早期的地质考察极大地推动了地质学的发展，被认为是地质学与地层学之父。 |  |  |  |
| Sternfeld        | 斯滕菲尔德          | 109.8公里  | 阿里·施特恩费尔德（Ary Sternfeld，1905－1980），犹太裔波兰工程师。 |  |  |  |
| Stetson          | 斯特森              | 63.12公里  | 哈伦·特鲁·斯特森（Harlan True Stetson，1885－1964），美国天文学家和物理学家，主要从事太阳黑子、地球地壳及无线电传播的研究。 |  |  |  |
| Stevinus         | 斯蒂维纽斯          | 71.54公里  | 西蒙·斯泰芬（Simon Stevin，1548－1620），佛兰芒数学家、工程师。认为荷兰语是最适合诠释科学的语言，更希望能借此帮助学术界外不懂拉丁语的人学习科学。 |  |  |  |
| Stewart          | 斯图尔特            | 13.77公里  | 约翰·昆西·斯图尔特（John Quincy Stewart，1894－1972），美国物理学家。 |  |  |  |
| Stiborius        | 斯提博腊斯          | 43.76公里  | 安德烈亚斯·施托贝尔（Andreas Stoberl，1465－1515），德国数学家，天文学家和神学家。 |  |  |  |
| Stöfler          | 施特夫勒            | 129.87公里 | 约翰内斯·施特夫勒（Johannes Stöffler，1452－1531），德国数学家、天文学家、占星师、牧师及天文仪器技师和图宾根大学教授 |  |  |  |
| Stokes           | 斯托克斯            | 53.85公里  | 乔治·加布里埃尔·斯托克斯爵士（Sir George Gabriel Stokes，1819－1903），第一代从男爵，爱尔兰数学家和物理学家，在流体动力学、光学和数学物理学上作出了贡献。他曾任皇家学会秘书和会长。 |  |  |  |
| Stoletov         | 斯托列托夫          | 42.43公里  | 亚历山大·格里戈里耶维奇·斯托列托夫（Aleksandr Grigorievich Stoletov，1839－1896），俄国物理学家、电气工程学的创始人，莫斯科大学教授，尼古拉·斯托列托夫将军的弟弟。 |  |  |  |
| Stoney           | 斯托尼              | 47.51公里  | 乔治·约翰斯通·斯托尼（George Johnstone Stoney，1826－1911），盎格鲁爱尔兰人物理学家，最先提出将电子作为电的基本单位。 |  |  |  |
| Störmer          | 斯特默              | 68.62公里  | 卡尔·斯特默（Carl Störmer，1874－1957），挪威数学家暨地球物理学家。 |  |  |  |
| Strabo           | 斯特拉博            | 54.72公里  | 斯特拉博（Strabo，公元前64年-公元24年），古希腊史学家、地理学家。 |  |  |  |
| Stratton         | 斯特拉顿            | 69.76公里  | 弗雷德里克·约翰·马里安·斯特拉顿（Frederick John Marrion Stratton，1881－1960），英国天文学家。 |  |  |  |
| Street           | 斯特里特            | 58.52公里  | 托马斯·斯特里特（Thomas Street，1621－1689），英国天文学家。 |  |  |  |
| Strömgren        | 斯特伦格伦          | 62.17公里  | 埃利斯·斯特伦格伦（Elis Strömgren,1870－1947），瑞典裔丹麦天文学家。 |  |  |  |
| Struve           | 斯特鲁维            | 164.34公里 | 奥托·威廉·冯·斯特鲁维（Otto Wilhelm von Struve，1819－1905），俄罗斯帝国天文学家，瓦西里·雅可夫列维奇之子。 |  |  |  |
| Struve           | 斯特鲁维            | 164.34公里 | 奥托·斯特鲁维（Otto Struve，1897－1963）， 俄裔美国天文学家。 |  |  |  |
| Struve           | 斯特鲁维            | 164.34公里 | 弗里德里希·冯·斯特鲁维（Friedrich von Struve，1793－1864），俄国天文学家。 |  |  |  |
| Subbotin         | 苏博京              | 71.66公里  | 米哈伊尔·费奥多罗维奇·苏博京（Mikhail Fedorovich Subbotin，1893－1966），苏联天文学家。 |  |  |  |
| Suess            | 修斯                | 8.39公里   | 爱德华·修斯（Eduard Suess，1831－1914），奥地利地质学家。 |  |  |  |
| Sulpicius Gallus | 苏尔皮基乌斯·盖路斯 | 11.61公里  | 盖厄斯·撒尔庇西斯·凯勒斯（Gaius Sulpicius Gallus，公元前166年），古罗马共和国政治家、演说家、将军，曾成功地预言了彼得那战役前晚的月食而声名大噪。 |  |  |  |
| Sumner           | 萨姆纳              | 52.87公里  | 托马斯·哈伯德·萨姆纳（Thomas Hubbard Sumner，1807－1876），十九世纪海上船长，发明了被称之为“萨姆纳线”或“位置线”的天文导航法。 |  |  |  |
| Sundman          | 松德曼              | 41.04公里  | 卡尔·弗里肖夫·松德曼（Karl Fritiof Sundman，1873－1949），芬兰数学家，1906年和1909年使用解析法证明了三体问题中存在一个收敛无穷级数解。 |  |  |  |
| Susan            | 苏珊                | 0.95公里   | （英语女性名） |  |  |  |
| Svedberg         | 斯韦德贝里          | 15.34公里  | 特奥多尔·斯韦德贝里（Theodor Svedberg，1884－1971），瑞典化学家，1926年获诺贝尔化学奖。 |  |  |  |
| Sverdrup         | 斯维德鲁普          | 32.83公里  | 奥托·斯维德鲁普（Otto Sverdrup，1855－1930），挪威水手和北极探险家。 |  |  |  |
| Swann            | 斯旺                | 42.18公里  | 威廉·弗朗西斯·格雷·斯旺（William Francis Gray Swann，1884－1962），英美物理学家，专长研究宇宙射线和高能物理，发表过250多部出版物。 |  |  |  |
| Swasey           | 斯韦齐              | 24.85公里  | 安布罗斯·斯韦齐（Ambrose Swasey，1846－1937），美国机械工程师、发明家、企业家、经理、天文学家和慈善家。与伍斯特·里德·华纳共同创建了华纳・史瓦塞公司。 |  |  |  |
| Swift            | 斯威夫特            | 10.06公里  | 刘易斯·斯威夫特（Lewis Swift，1820－1913），美国天文学家。 |  |  |  |
| Sylvester        | 西尔维斯特          | 59.28公里  | 詹姆斯·约瑟夫·西尔维斯特（James Joseph Sylvester，1814－1897），英国数学家和律师。 |  |  |  |
| Szilard          | 西拉德]             | 127.22公里 | 利奧·西拉德（Leó Szilárd，1898－1964），匈牙利─美国物理学家和发明家。 |  |  |  |